# 横浜赤レンガ倉庫
横浜赤レンガ倉庫（よこはまあかレンガそうこ）は、神奈川県横浜市中区新港一丁目の横浜港にある文化・商業施設。日本各地に所在する「赤レンガ倉庫」の一つである。新港埠頭建設の一環として、明治政府によって横浜税関新港埠頭（保税）倉庫として建設され、2号館は1911年（明治44年）、1号館は1913年（大正2年）に竣工した。
保税倉庫としての役割は1989年（平成元年）までに終え、その後しばらく放置されていたが、2002年（平成14年）に「横浜赤レンガ倉庫」として、1号館は展示スペース・ホールなどの文化施設、2号館は商業施設に生まれ変わり、赤レンガ倉庫の付近一帯は広場と公園を備える「赤レンガパーク」として整備された。以降、みなとみらい地区の代表的な観光施設となっている（同地区の2街区に位置する）。
第45回BCS賞（2004年）受賞。2007年（平成19年）、経済産業省による近代化産業遺産に認定。2010年（平成22年）、日本初のユネスコ文化遺産保全のためのアジア太平洋遺産賞優秀賞受賞。2号館については「旧新港埠頭煉瓦二号倉庫（横浜赤レンガ倉庫2号館）」として横浜市認定歴史的建造物、かながわの建築物100選に選定されている。
本項では赤レンガ倉庫とともに新港埠頭の歴史についても記述する。

## 歴史

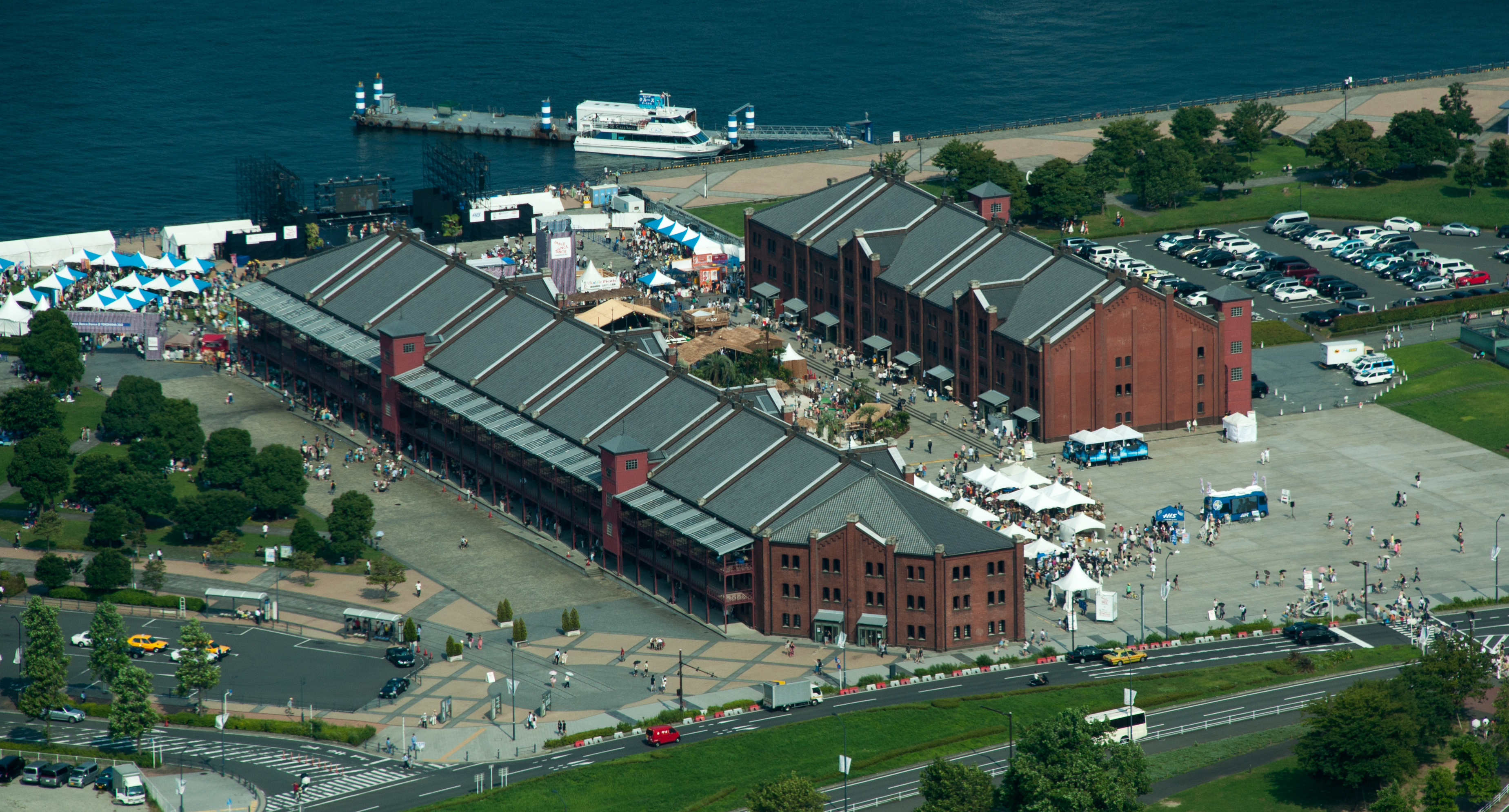
上空から見た赤レンガ倉庫。右が1号館、左が2号館。

### 築港工事と赤レンガ倉庫の建設
赤レンガ倉庫（新港埠頭保税倉庫）は、明治時代の終わりから、大正時代の初めにかけて建設された。
当時の横浜港は、1859年（安政6年）の開港から半世紀を経て、近代的な港湾の整備が横浜市にとって急務となっていた。1889年（明治22年）には第1期築港工事が始められ、大桟橋、東西防波堤などの整備が進められた。これに続く1899年（明治32年）には、横浜税関拡張工事の名目で大蔵省が主導して、第2期築港工事が始められた。
第2期築港工事は、前期と後期に分かれる。前期工事は、税関前の海面を埋め立てて、係船岸壁を有する埠頭の建設を主に進めた。係船岸壁とは船が直接接岸できる岸壁で、その建設は日本初の試みであった。1905年（明治38年）には埋立が完了したが、同年より引き続いて始められた後期工事は埠頭の拡張と陸上設備（上屋、倉庫、鉄道、道路）の整備を目指した。赤レンガ倉庫は後期工事の中で、国営保税倉庫として建設された。後期工事には、日清戦争後に急伸し東洋最大の港となっていた神戸港や大阪港に対抗するため、横浜市も約270万円の費用を負担して、築港の完成を急いだ。これは横浜市が国に働きかけて実現させた事業であり、国と地方の共同事業の嚆矢となった。
赤レンガ倉庫の設計は、妻木頼黄・部長率いる大蔵省臨時建築部によって行われた。妻木頼黄は、馬車道にある横浜正金銀行本店（現、神奈川県立歴史博物館）の設計もした、明治建築界三巨頭の一人である。2号倉庫が1911年（明治44年）、1号倉庫が1913年（大正2年）に竣工した。第2期築港工事は1914年（大正3年）までに完成し、ここに税関埠頭、現在の新港埠頭が生まれた。
全長約150メートル、背面に鉄骨造ベランダを持ち、日本初の業務用エレベーターや避雷針、消火栓を備える赤レンガ倉庫は、国営保税倉庫建築の模範となるとともに、組積造技術の最高段階を示す建築とされる。2号倉庫はレンガとレンガの間に鉄を入れる補強が施されていたことで、1923年（大正12年）に発生した関東大震災でも、被害は1号倉庫の約30%損壊にとどまった。なお、当時のエレベーターは現在も1号館横に展示されており、重要科学技術史資料登録台帳に第00027号として登録されている。

### 横浜港の接収と新港埠頭の停滞
赤レンガ倉庫を含む新港埠頭は、1942年の横浜港ドイツ軍艦爆発事件や1945年の横浜空襲での破壊を避けられ、第二次世界大戦終戦後の1945年（昭和20年）に、連合国軍に接収され、横浜税関に連合国軍最高司令官総司令部が置かれた（後に第一生命ビルへ移転）。
新港埠頭のほかにも、横浜港は大部分が連合国軍に接収されて使用不能となり、横浜の復興を遅らせる原因となった。新港埠頭は、1954年（昭和29年）に商船の臨時使用が許可され、1956年（昭和31年）に1号から6号岸壁と赤レンガ倉庫を含む上屋の接収が解除された。接収解除後は、貿易の急増によって入港船舶トン数、取扱貨物量など、すべての数値が戦前の記録を更新した。
しかし、貨物のコンテナ化が進展して他の埠頭に主役が移り、1975年（昭和50年）頃には取扱貨物量が激減。その頃、倉庫としての役目を終え始めていると判断されていたことから倉庫をすべて解体して跡地をコンテナターミナルにすることも考えられていたが、観光資源として生かす方向性を示し始めるようにもなり、解体は当時の横浜市長が阻止したという。それ以降、アクションドラマや映画のロケ地として頻繁に利用されるようになる。特に1986年（昭和61年）から翌年にかけて放送されたテレビドラマ「あぶない刑事」のエンディングで、赤レンガ倉庫がロケ地とされた事により注目を浴び、倉庫への落書きなども横行した。1989年（平成元年）には倉庫としての役割を終えた。

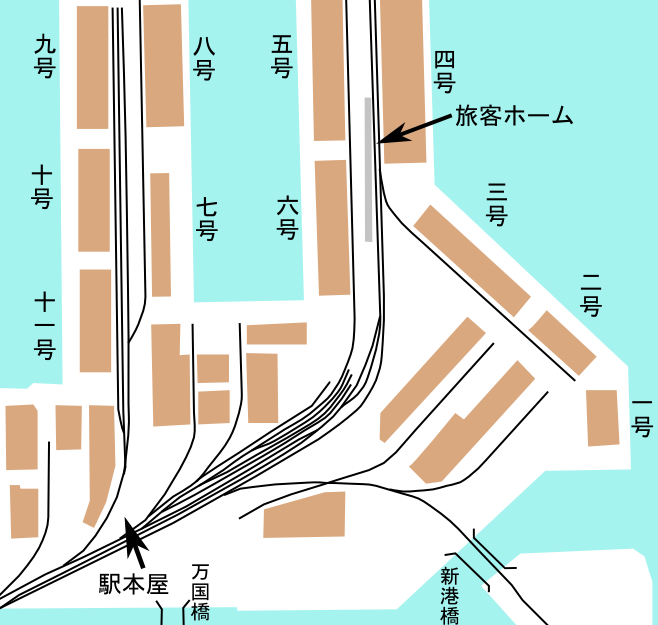
1959年（昭和34年）頃の新港埠頭の地図　一号・二号倉庫が現在の赤レンガ倉庫　旅客ホームが旧横浜港駅プラットホーム
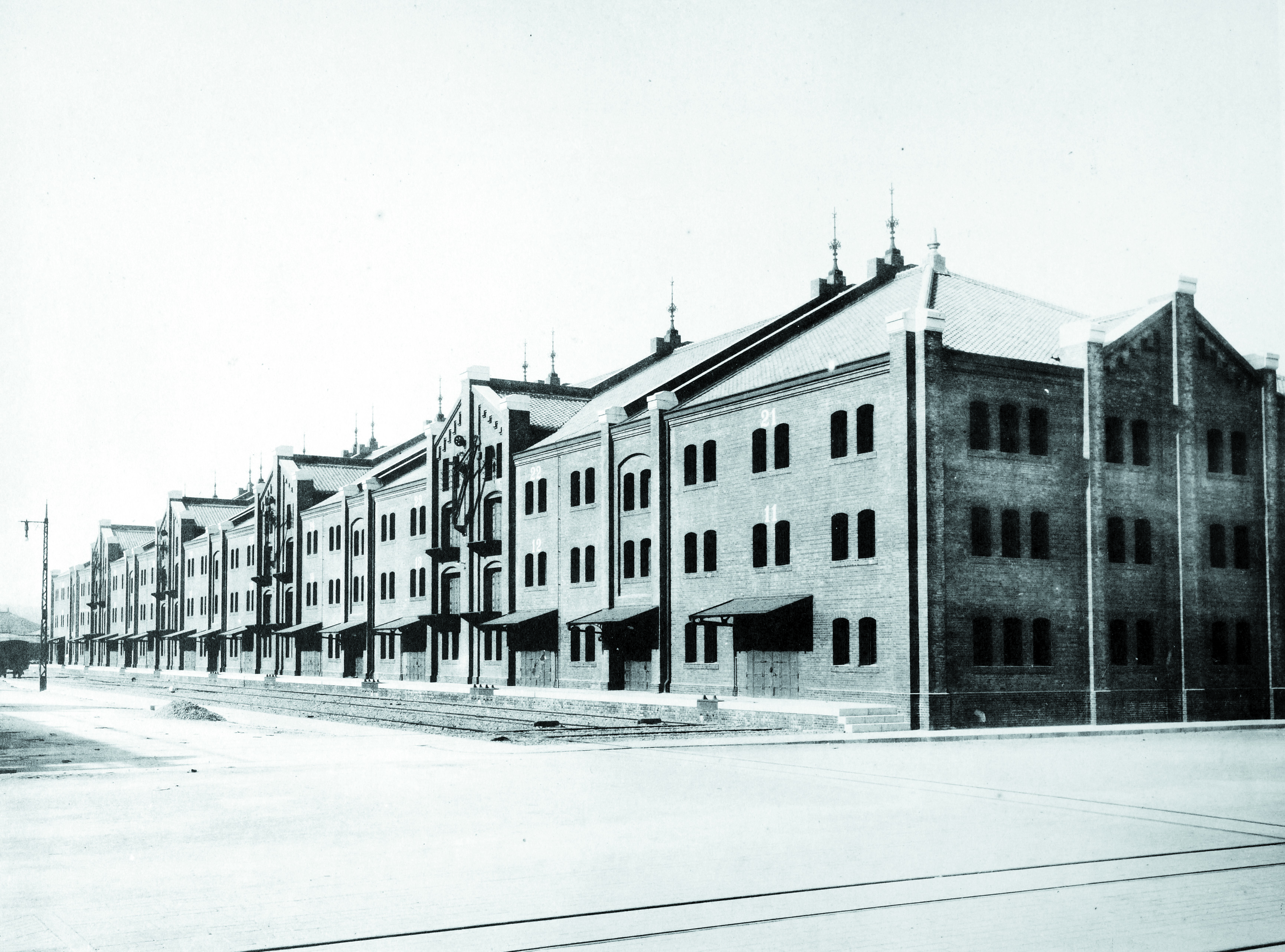
1917年頃の2号館

### 赤レンガ倉庫の修復と再生
1991年（平成3年）、横浜市港湾局が中心となり、有識者等による保存改修検討委員会が設置された。
1992年（平成4年）3月、横浜市と大蔵省（当時）との間で、市の保有土地との交換により、国の所有する赤レンガ倉庫の土地・建物を横浜市が取得した。横浜市は、5年以上かけて倉庫を修復し、保存活用するための工事を進めた。また、関東大震災で倒壊したため埋められていた横浜税関事務所の遺構や旧・横浜港（よこはまみなと）駅のプラットホームなども発掘・復元し、山下公園まで続く山下臨港線プロムナード（汽車道）も整備した。
2000年（平成12年）7月には、2号倉庫事業主体の事業者グループによって株式会社横浜赤レンガが設立された。
こうして、2002年（平成14年）4月12日、赤レンガ倉庫を中心とした付近一帯は、展示スペース、ホール、広場、店舗からなる横浜赤レンガパークとしてオープンした。赤レンガ倉庫1号館は主に文化施設として、公益財団法人横浜市芸術文化振興財団が運営する。赤レンガ倉庫2号館は商業施設で、株式会社横浜赤レンガが運営する。いずれも歴史的なたたずまいを残しつつ、現代的な耐震性と消火設備を備えている。2007年（平成19年）11月には、経済産業省により近代化産業遺産として認定された。
横浜赤レンガ倉庫は、2006年（平成18年）1月に通算来館者数が2000万人、2013年（平成25年）5月に通算来館者数が6000万人を達成するなど、年間来場者数が600万人を超える横浜の人気観光地となっている。また、『僕の生きる道』や『喰いタン』といったテレビドラマのロケ地にも選ばれている（「#作品の舞台」も参照）。
2022年（令和4年）5月より大規模改修工事で一次休館、その後12月6日にリニューアルの上営業再開した。

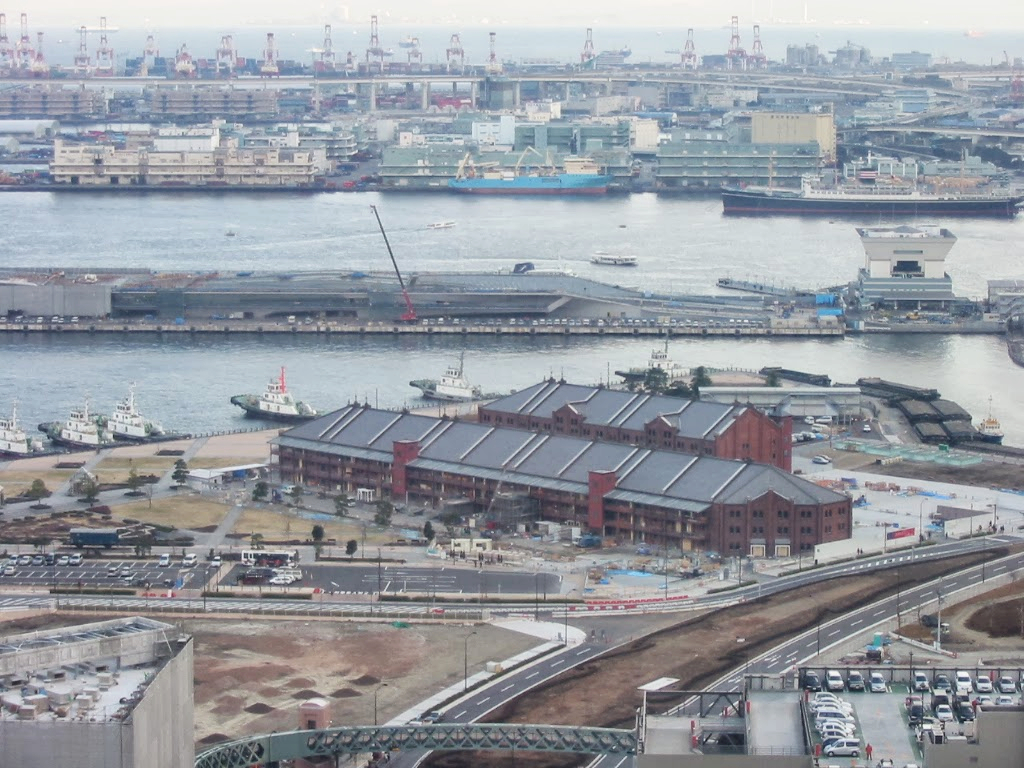
オープン前の横浜赤レンガパークと改修工事中の大さん橋（2002年2月）

## 施設
- 所在地 - 横浜市中区新港一丁目1番[3]
- 構造 - レンガ組積造地上3階建[3]
- 規模 - 延床面積17,163.49平方メートル[3]

### 1号館
2002年（平成14年）4月12日、文化施設として開館。1階の床下には瓦などが展示されている。
- 2階 展示スペース3室：各200㎡、天井高2.4m
- 3階 ホール：約400席　面積＝約400m2／天井高＝トラス下5.1m

### 2号館
2002年（平成14年）4月12日、商業施設として開館。当初は31店舗であったが、現在のテナント数は40店舗を超える。多くの店舗で横浜赤レンガ倉庫ならではの商品を置いている。また、3階のレストランビアネクストのロゴマークは、倉庫内にある防火扉の開閉に使っていた滑車（現在は保存）に由来する。1階のテーマは「港ヨコハマの心地よいおもてなし」、2階のテーマは「予感をふくらませる、とっておきのこだわり」。
2002年度グッドデザイン賞受賞。

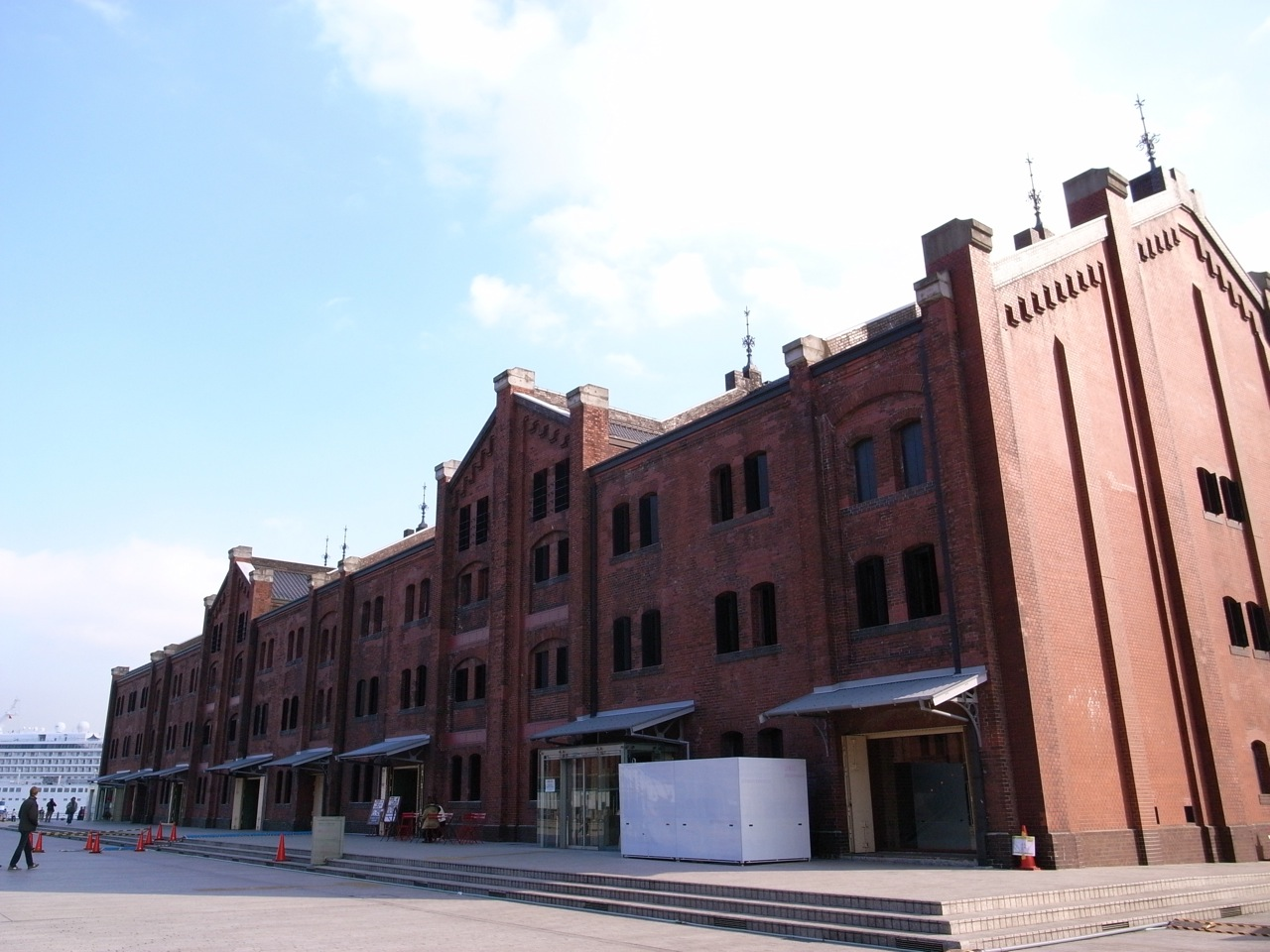
1号館
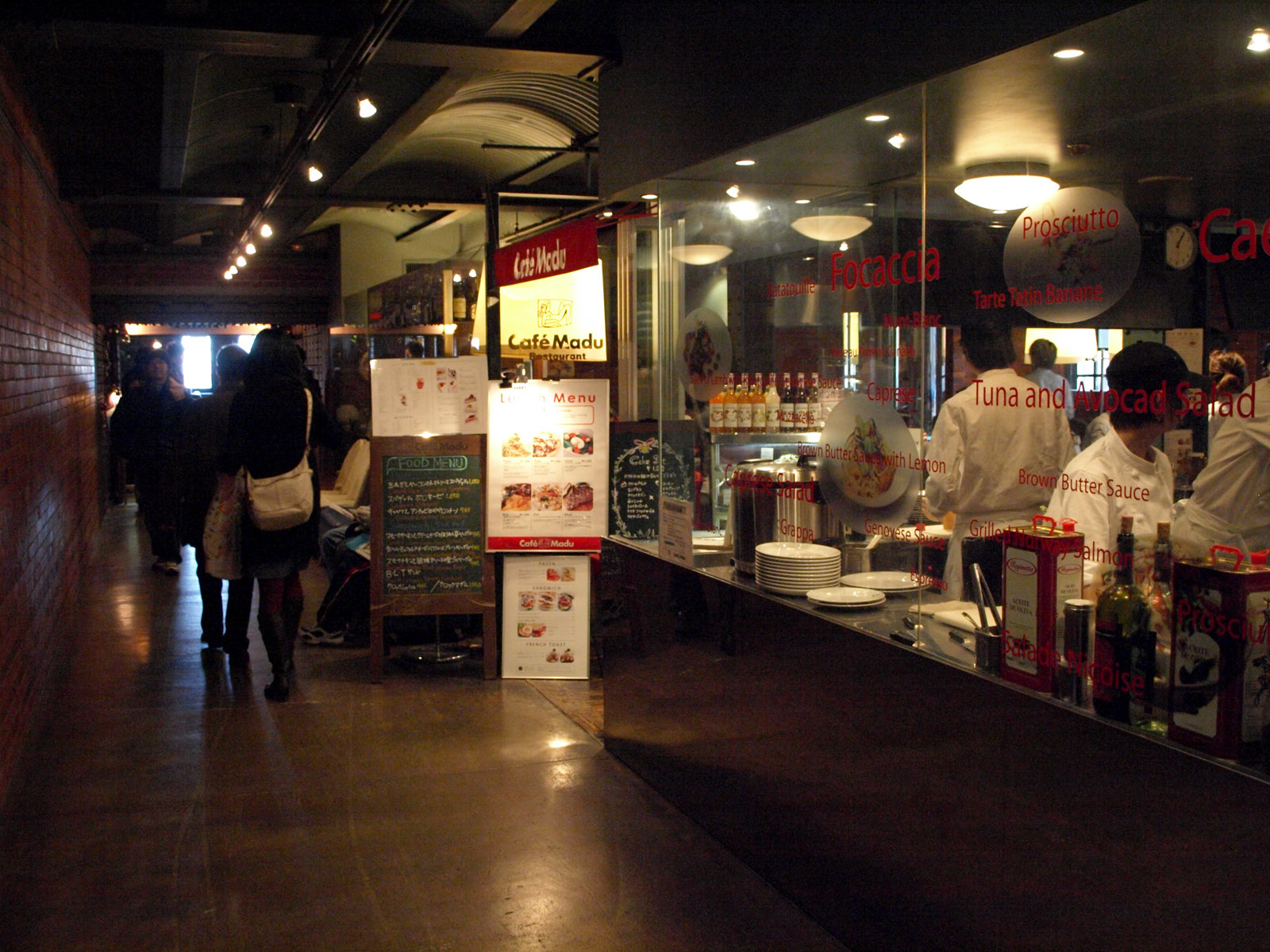
2号館内部
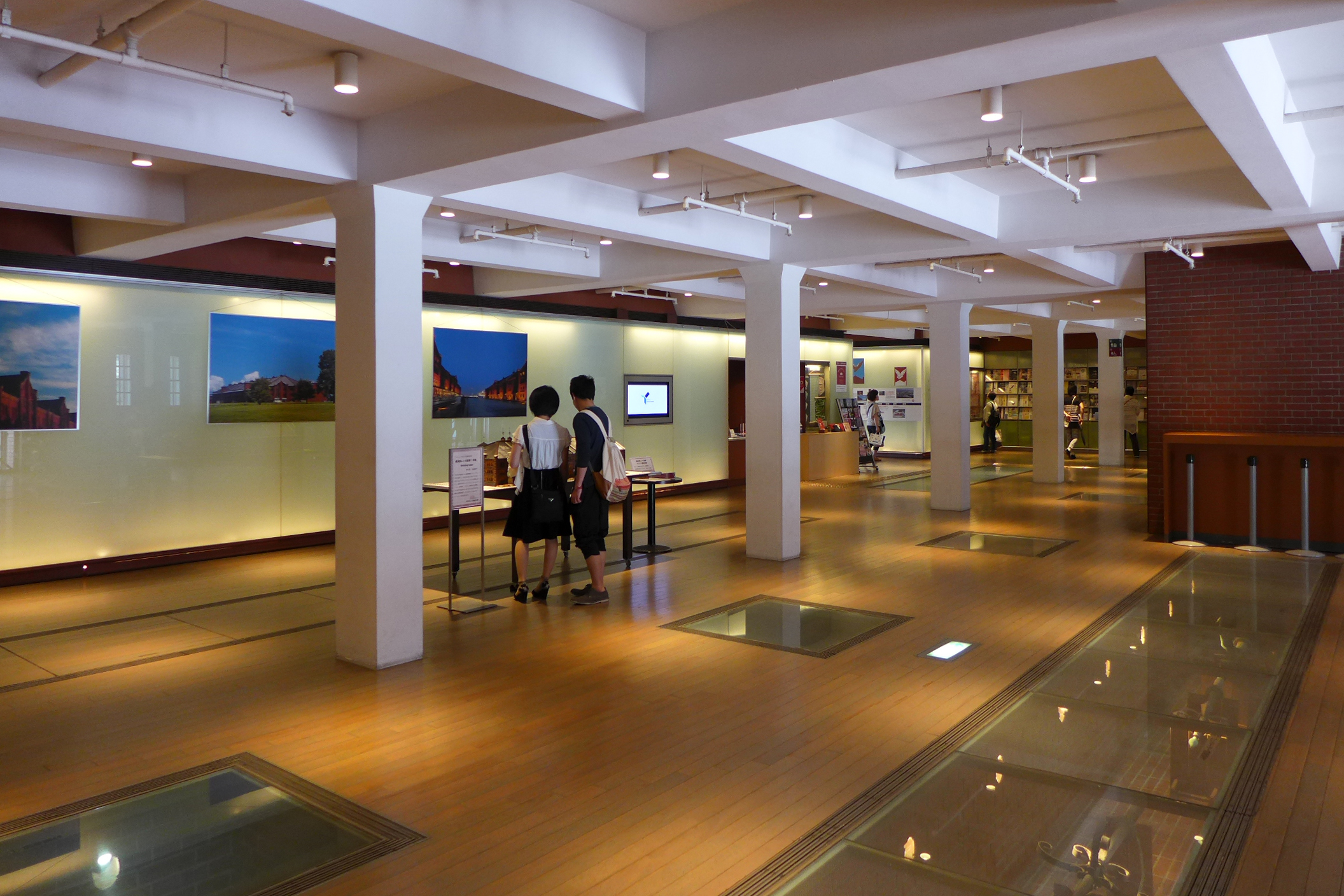
ギャラリースペース

### イベント広場
1号館と2号館の間に位置する広場。「横浜オクトーバーフェスト」や「アートリンク in 横浜赤レンガ倉庫」など、季節ごとに様々なイベントが行われている。

## ギャラリー

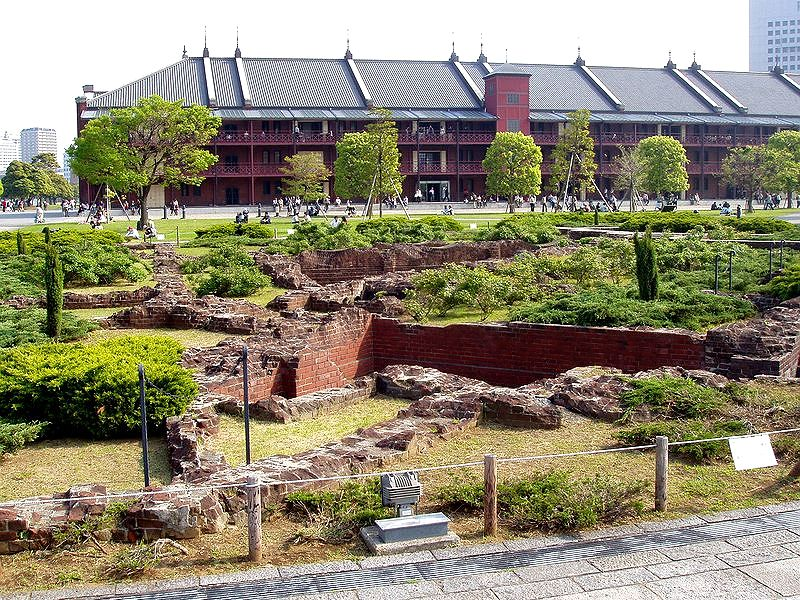
レンガ倉庫跡と保存された赤れんが倉庫（2008年4月29日撮影）
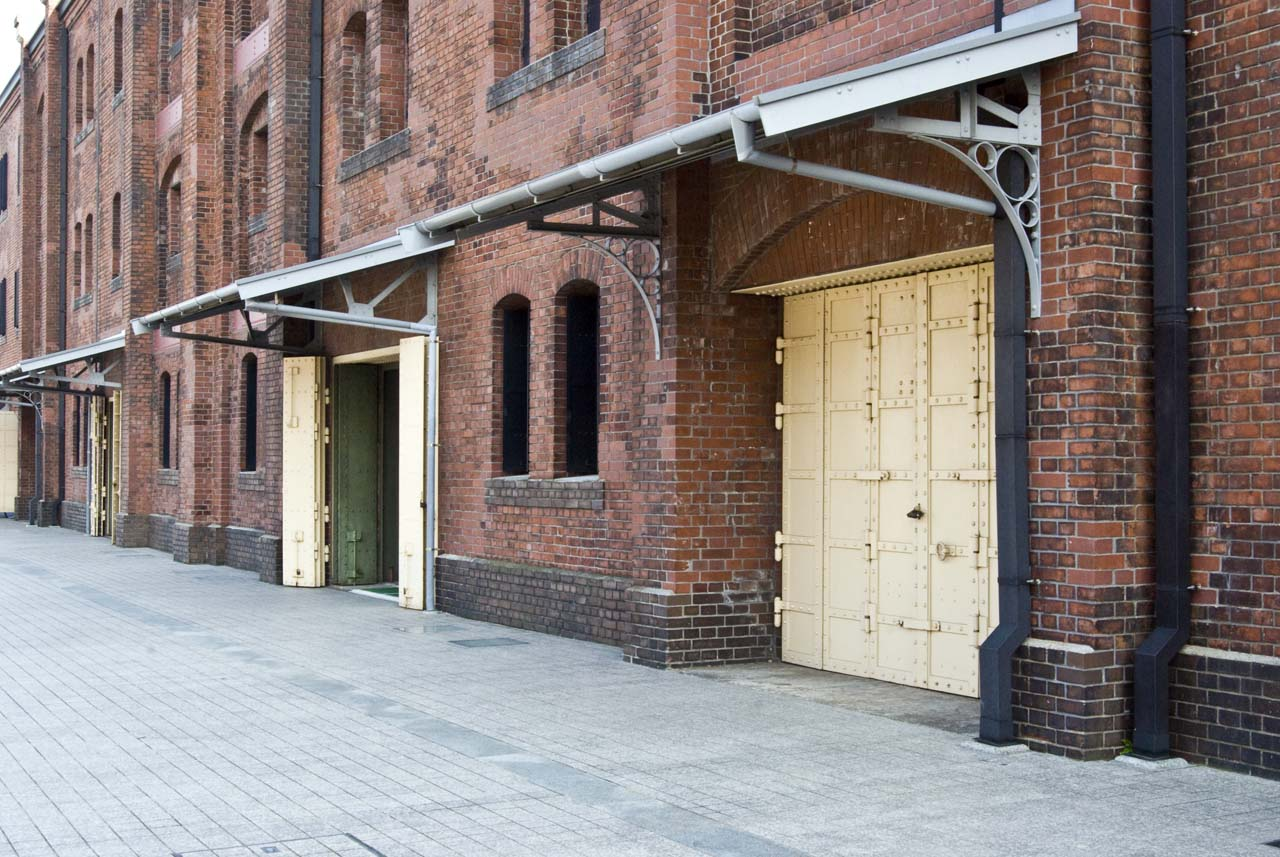
1号館の扉
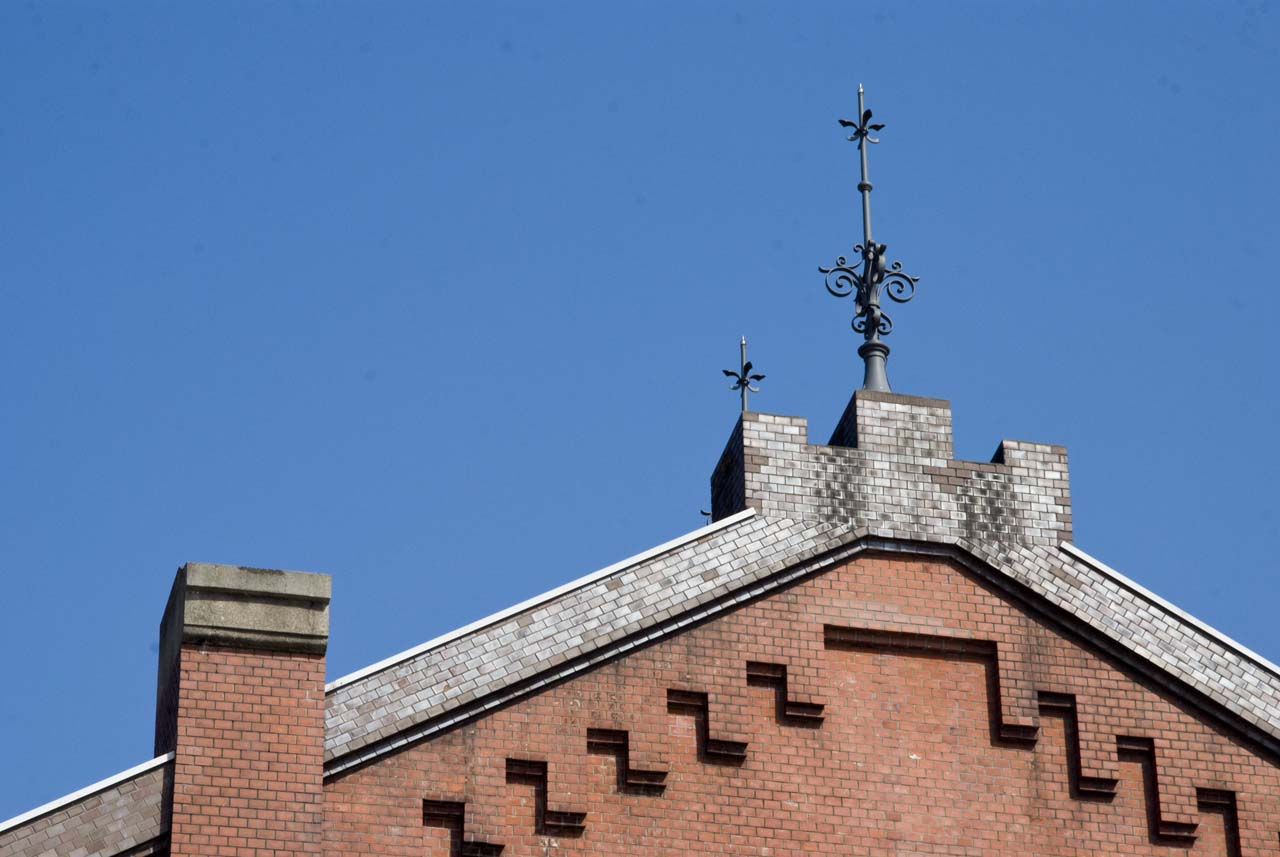
1号館の屋根飾り
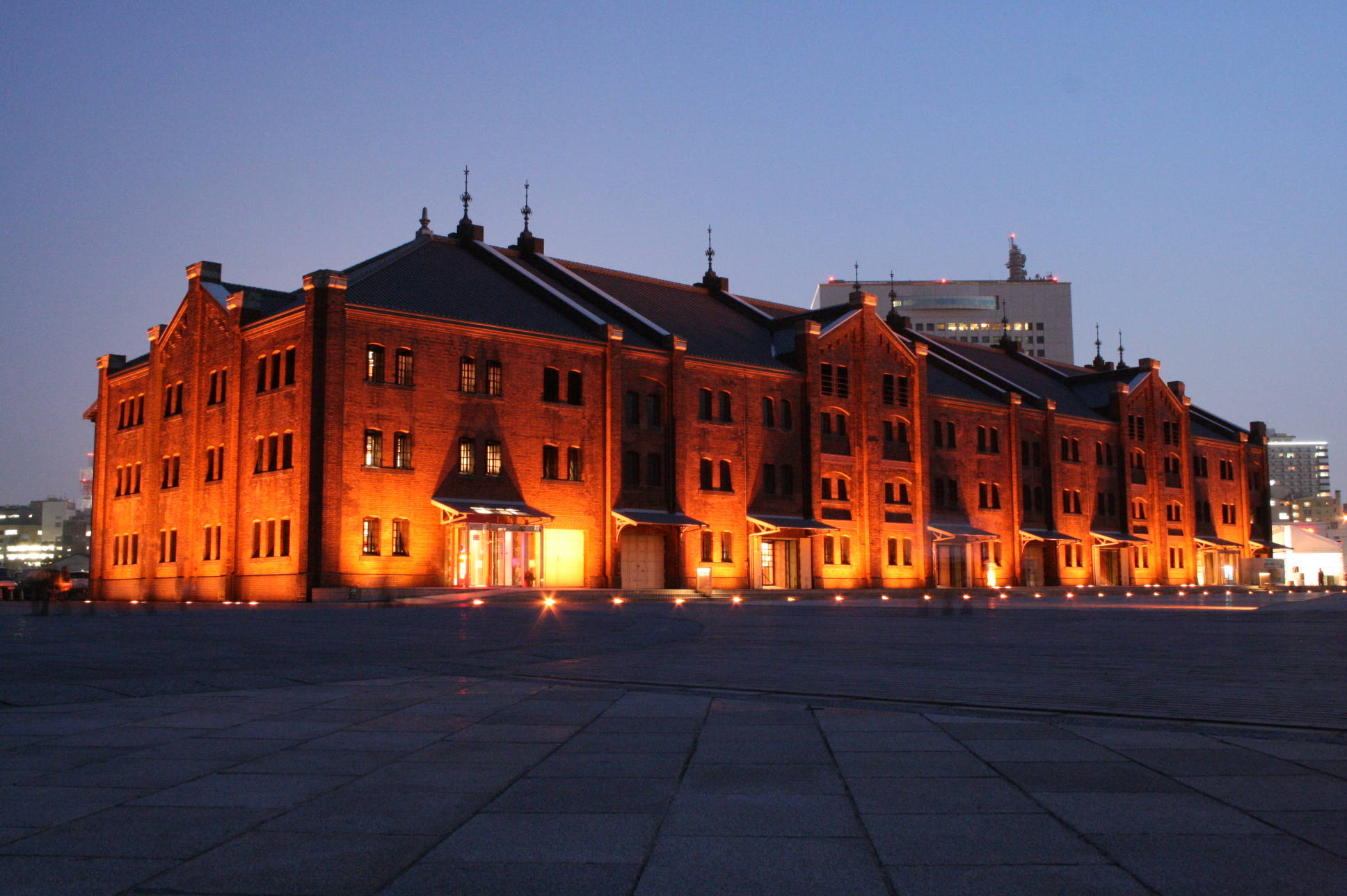
1号館の夜景
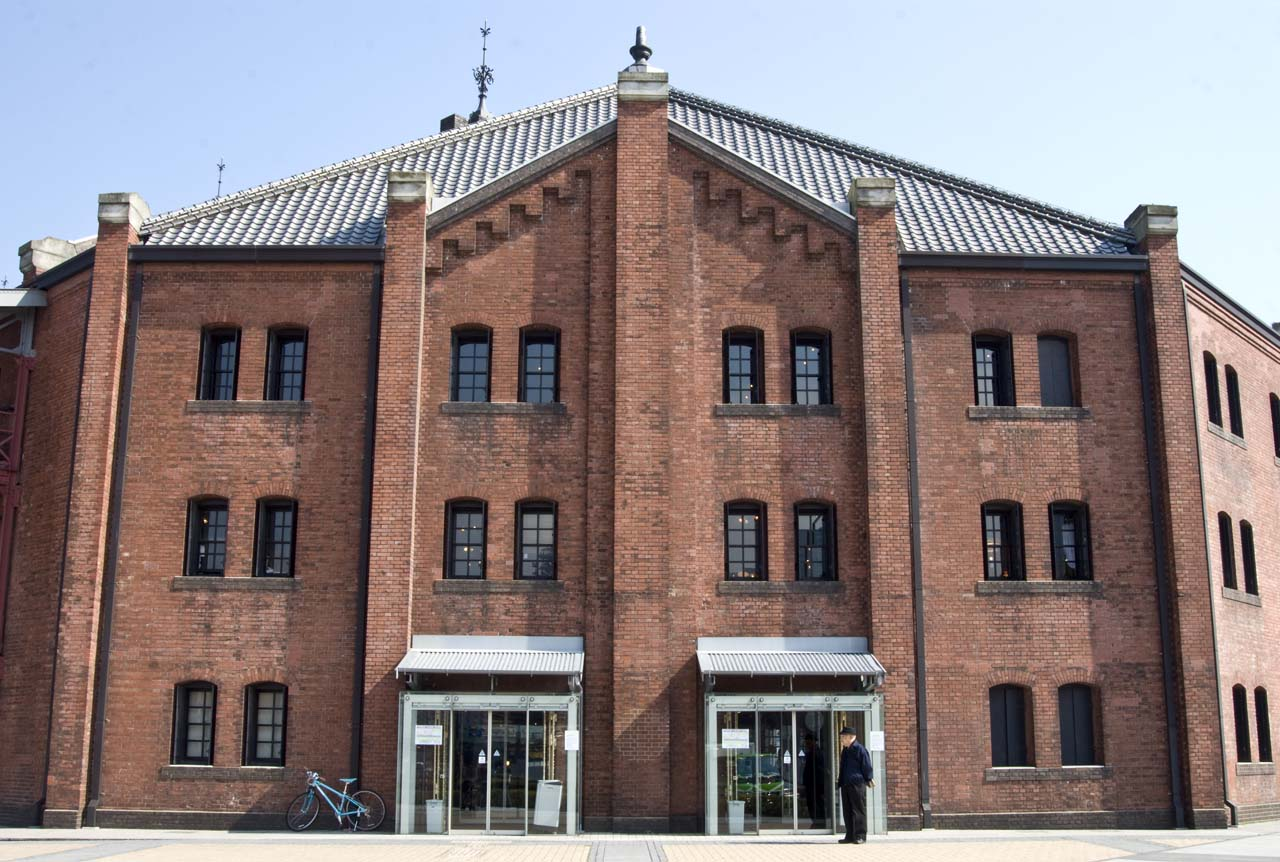
2号館の隅切り部分
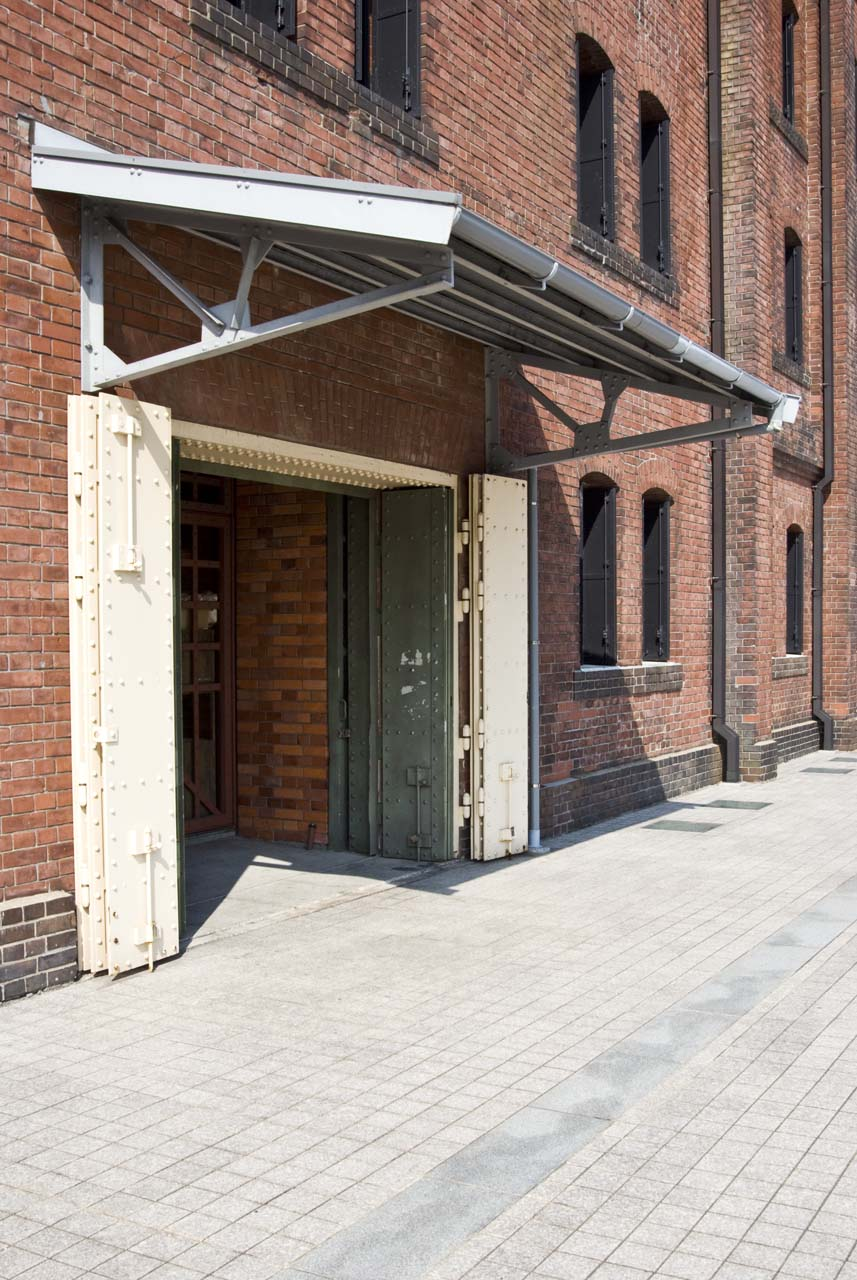
2号館の扉
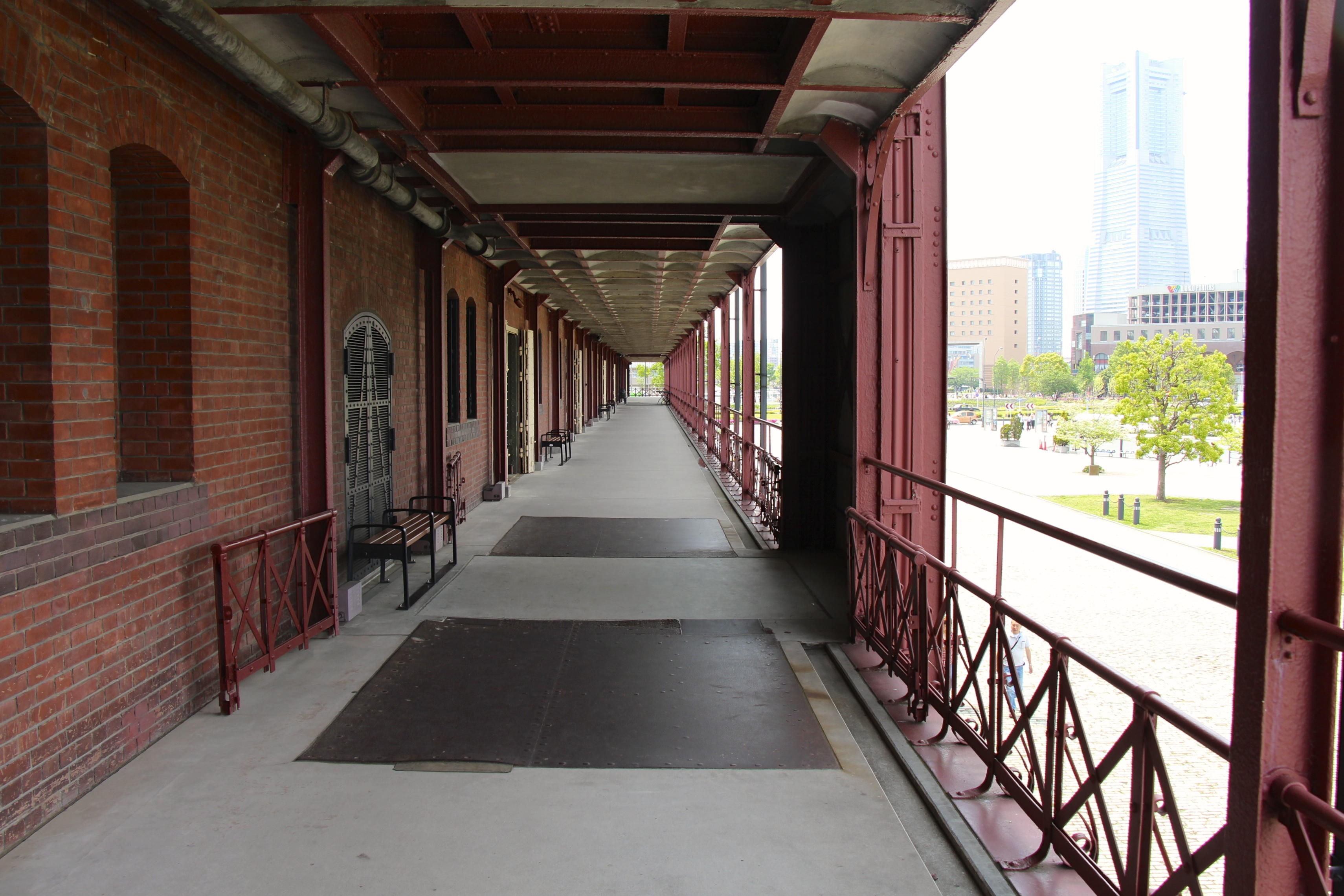
2号館のベランダ
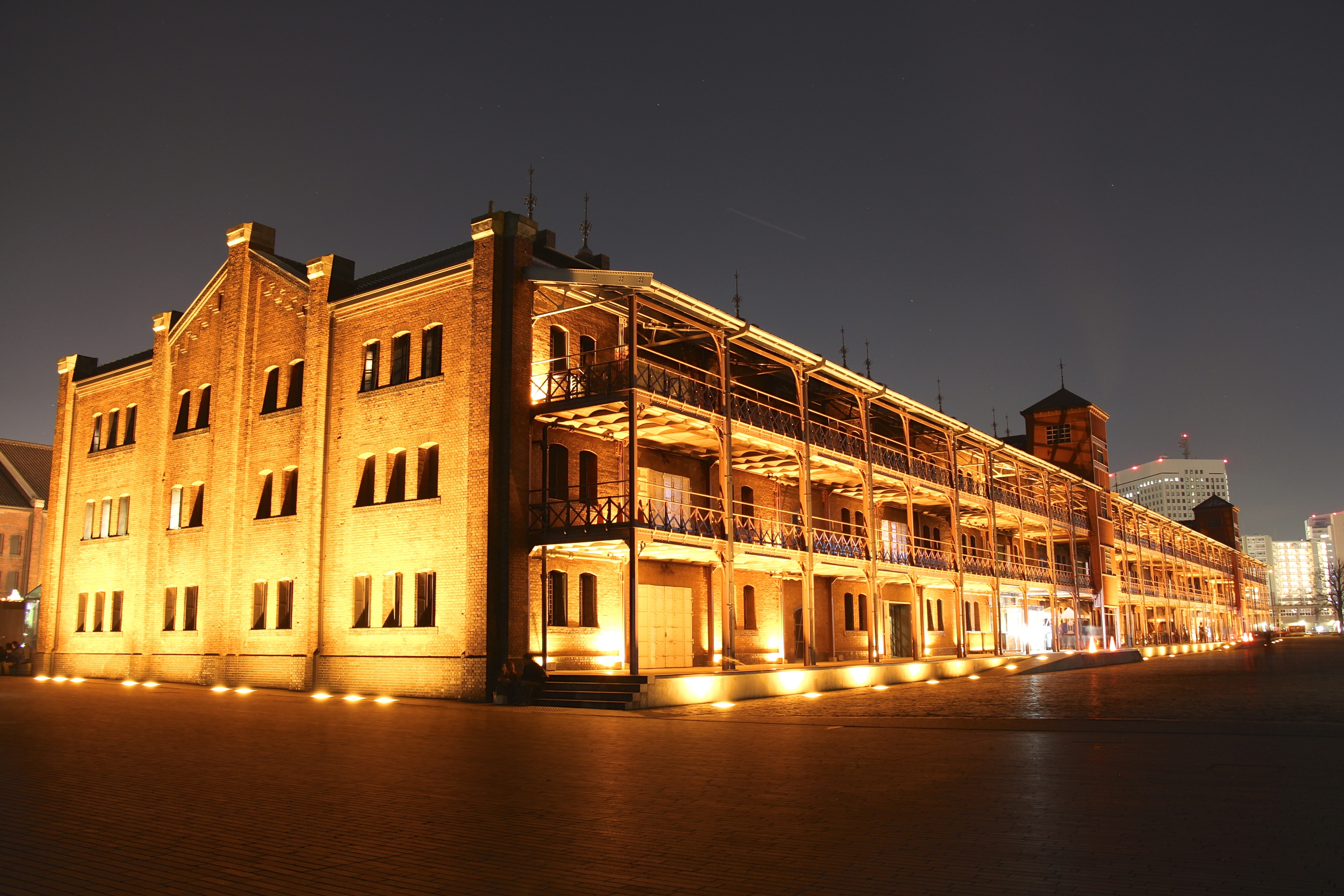
2号館の夜景
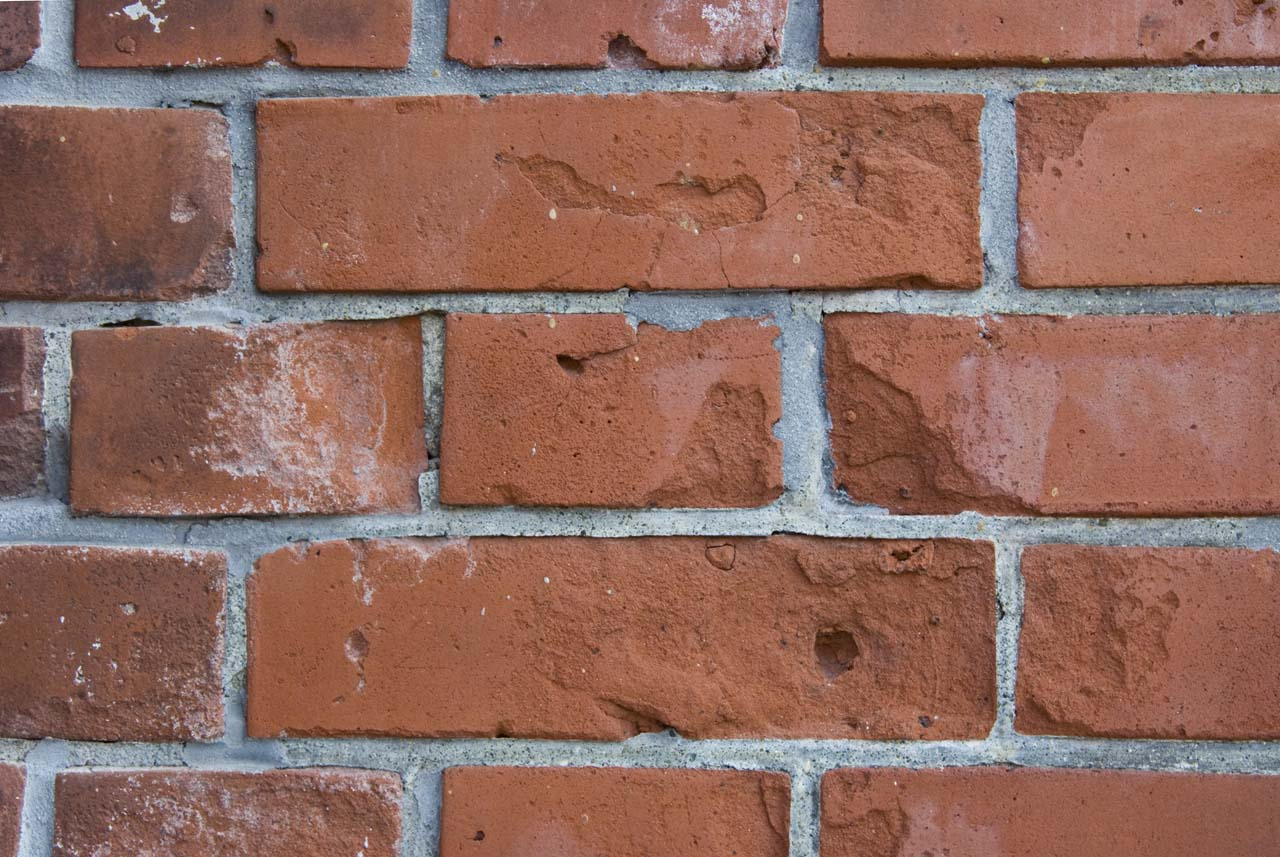
壁部分の煉瓦
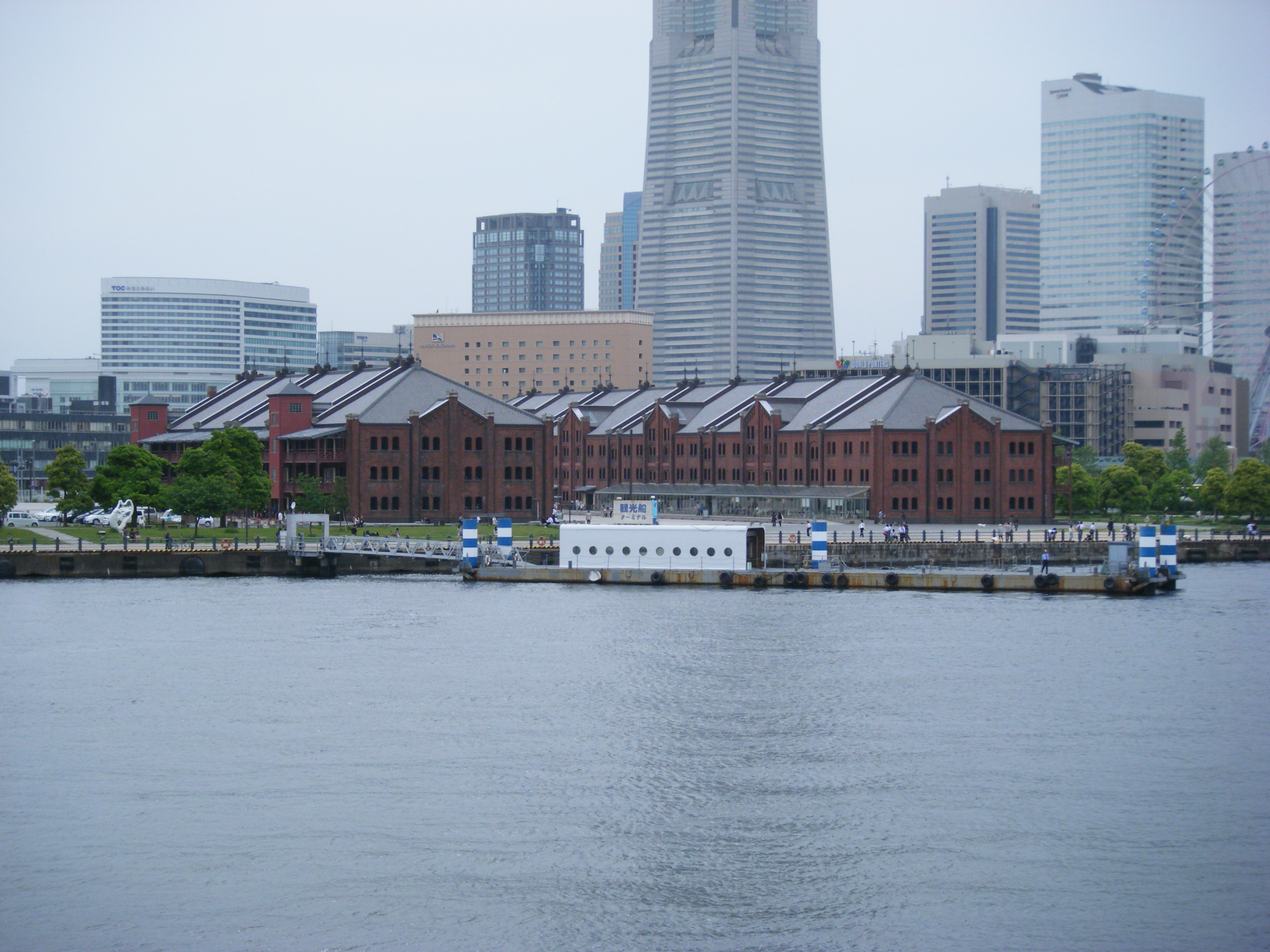
大さん橋から見た赤レンガ倉庫

## 周辺の観光施設
- 横浜みなとみらい21
- 象の鼻パーク
- MARINE & WALK YOKOHAMA（オープンモール型商業施設） - 赤レンガ倉庫の近接地（4街区）に2016年3月開業。
- 横浜ハンマーヘッド（新港ふ頭客船ターミナル・商業施設・ホテル） - 赤レンガ倉庫の近接地（6-1街区）に2019年10月開業。
- 横浜海上防災基地 - 海上保安庁の施設。九州南西海域工作船事件についての展示を行う「海上保安資料館 横浜館」を併設。
- 横浜ランドマークタワー
- 山下公園
- 横浜マリンタワー
- 横浜三塔 - 赤レンガ倉庫周辺（赤レンガパーク）は3つの塔全てを見渡せる地点の1つ[7]。
- 横浜中華街
- 横浜美術館
- 横浜開港資料館

## 交通

### 電車
- 馬車道駅（横浜高速鉄道みなとみらい線） 徒歩約6分
- 日本大通り駅（横浜高速鉄道みなとみらい線） 徒歩約6分
- 桜木町駅（JR根岸線・横浜市営地下鉄ブルーライン（3号線）） 徒歩約15分
- 関内駅（JR根岸線・横浜市営地下鉄ブルーライン（1号線・3号線）） 徒歩約15分

### バス
- 赤レンガ倉庫
  - 横浜市営バス
    - <270系統> 横浜駅東口（ワールドポーターズ経由） ※土休日のみ
    - <周遊バスあかいくつ> 港の見える丘公園経由桜木町駅前（循環）

  - 京浜急行バス
    - 羽田空港（リムジンバス）

### 船
- ピア赤レンガ（桟橋）
  - ポートサービス
    - <シーバス>  ハンマーヘッド新港ふ頭桟橋・横浜駅東口（横浜ベイクォーター内）
    - <シーバス> 山下公園

## 開催イベント

### 定期のイベント
- 横浜開港記念みなと祭 - 毎年5月3日のオープニングイベント『国際仮装行列 ザ・よこはまパレード』の会場の一つとなる。
- オクトーバーフェスト
- 横浜ダンスコレクションEX - 1996年に横浜ダンスコレクションとしてスタート。2005年に横浜ダンスコレクションRとしてリニューアルし、2011年から横浜ダンスコレクションEXとして再出発。横浜におけるパフォーミングアーツの普及、発展に寄与すべく実施。
- アートリンク in 横浜赤レンガ倉庫 - 横浜赤レンガ倉庫イベント広場に設営されるスケートリンク（12月上旬から2月下旬頃まで開催）。アーティストが音や光、映像でスケートリンクを演出する。

### 過去のイベント
- 横浜国際女子駅伝 - 1983年から2009年まで開催された。2003年からスタート地点に利用された。
- 横浜国際女子マラソン - 2009年から2014年まで開催された。
- 大日本プロレス - 2014年1月まで、1号館ホールで定期的に大会を開催していた。
- TBS第36回『SASUKE』のファイナルステージで横浜赤レンガ倉庫から史上初の生中継が放送された。ファイナル進出者は森本裕介が進出し、翌年の第37回でも生中継が行われ、ファイナルに多田竜也とドイツ代表のレネ・キャスリーが進出した。
- 私立恵比寿中学 - 2019年6月22日に、アイドル初となる主催野外フェス「MUSiCフェス～私立恵比寿中学開校10周年記念 in 赤レンガ倉庫～」を開催。また、2020年8月22日に「MUSiCフェス2020」、同年8月23日に「エビ中 夏のファミリー遠足 略してファミえん 2020」、2021年8月21日 - 22日に「みらいに響け、みなとのPLAYGROUND こと ファミえん2021 in 赤レンガ倉庫」を開催予定だったが、いずれも新型コロナウイルスの影響で中止。
- 2020年東京オリンピックの聖火リレーのセレブレーションが2021年6月30日に行われた。神奈川県の聖火ランナーの公募人数51名に対して、8,417名から応募があり、倍率は約165倍でした[8]。
- 2023年11月15日、テレビ東京開局60周年記念番組『テレ東60祭!ミュージックフェスティバル2023』が赤レンガ倉庫特設ステージをメイン会場にして生放送が行われた[9]。

## 作品の舞台

### 横浜赤レンガ倉庫が登場する作品
- 海底軍艦（1963年）
- 仮面ライダー（1971年）- 第1話にて、ショッカーのアジトから脱出した本郷猛が緑川博士を庇って身を隠す場所として登場した。
- 仮面ライダーV3（1973年）- 第35話で登場。デストロンの怪人・吸血マンモスと風見志郎が倉庫内通路で対決。
- 仮面ライダーX（1974年）- 第34話の戦闘シーンで登場。倉庫前でGOD怪人・タイガーネロと3人ライダー（X・V3・2号）が対決。終盤ではキングダークも登場。
- 俺たちの勲章（1975年） - オープニングで登場。
- 紫のハイウェイ（シングル）、黒のロックンロール（アルバム・どちらも1975年）　-  クールスのデビュー作。両方ともジャケット写真を倉庫前で撮影。
- 大追跡（1978年）
- Gメン'75（1979年） - 第201話「Gメン対香港カラテ軍団」で登場。物語上の香港での場面を当地で撮影。
- 探偵物語（1979年） - 第19話（横浜ロケ回）。
- 薔薇の標的（1980年）
- 電子戦隊デンジマン（1980年） - 第8話の戦闘シーンで登場。
- プロハンター（1981年） - 毎回のオープニングと、本編では第3話と第19話で登場。
- ヨコハマBJブルース（1981年）
- 太陽戦隊サンバルカン（1981年） - 第18話の戦闘シーンで登場。
- セーラー服と機関銃（1982年）- 原田知世主演のテレビドラマ版（フジテレビ制作）。
- 宇宙刑事ギャバン（1982年）- 第7話、第16話、第22話の戦闘シーン、第23話の夜間シーンで登場（第7話では倉庫前で「蒸着」）。
- 大戦隊ゴーグルファイブ（1982年） - 第2話の戦闘シーンで登場。
- 宇宙刑事シャリバン（1983年）- 第1話、第3話、第4話の戦闘シーンで登場。
- 科学戦隊ダイナマン（1983年）- 第49話の戦闘シーンで登場。
- 宇宙刑事シャイダー（1984年）- 第2話の戦闘シーンで登場。なお、オープニングにおけるアニー紹介時のカットはこの時の場面が転用されている。第41話でも登場。
- 星雲仮面マシンマン（1984年）- 第2話の戦闘シーンで登場。
- 不良少女とよばれて（1984年） - 第2話で登場。刑務所に収監された笙子が刑事に取り調べを受ける場面で、倉庫前にて覚醒剤を吸引する笙子らの回想カットが挿入されている。
- 日産・シルビア（1984年） - S12型のテレビCM。
- スケバン刑事（1985年） - 番組第二部（第11話〜第23話）のエンドロールを横浜市内で撮影しており、倉庫をバックに麻宮サキが佇む場面が見られる[注 1]。次作『スケバン刑事II 少女鉄仮面伝説』の第8話では横浜市が舞台となっており、中盤で敵から逃げる二代目サキと李麗香が、倉庫内通路とその付近を走る場面がある。
- 誇りの報酬（1985年）- オープニングで登場。このオープニング映像は全編通して横浜ロケであるが、これは本作が「俺たちの勲章」の後日談をイメージして制作された故のものである[注 2]。本編においても横浜ロケの回がある。
- You You You（1985年） - nicoの4枚目のシングル曲。MVを倉庫で撮影。
- 巨獣特捜ジャスピオン（1985年） - 第5話にて、巨獣とサタンゴースが出現する場面で登場。当時のメンテナンスのためか、倉庫全体に足場が組まれていた。
- 時空戦士スピルバン（1986年） - 第26話と第30話で登場（第30話ではスピルバンと姉・ヘレンが倉庫前で再会）。
- そろばんずく（1986年）
- 浅田飴「パッション」（1986年） - テレビCM。主演は仙道敦子。
- あぶない刑事（1986年） - テレビ版のエンドロール冒頭でタカとユージがフィルムのコマ送りで動いているシーンのバックに倉庫が映っている。この映像はテレビの続編『もっとあぶない刑事』（1988年）と『あぶない刑事フォーエヴァー』テレビSP・映画（1998年）のEDでも引き続き使われた[注 3]。本編でもテレビ1作目の一部エピソード[注 4]にて倉庫が映る場面があるほか、『さらば あぶない刑事』（2016年）終盤の「横浜平和都市宣言セレモニー」のシーンでは隣接する赤レンガパークでロケを行った。
- おもいっきり探偵団 覇悪怒組（1987年） - オープニングで登場。倉庫前を通過して逃亡する怪人魔天郎を追って、覇悪怒組のメンバー全員が自転車で追いかける場面がある。
- 世界忍者戦ジライヤ（1988年） - 第10話で登場（横浜ロケ回）。山地闘破が麻薬の女売人に変装した紅牙を追って倉庫にたどり着くも取り逃し、代わって現れた酔拳の使い手である漢忍・緑龍と対峙する。
- あいつがトラブル（1989年） - エンドロールの一部場面で登場。
- 特警ウインスペクター（1990年） - 第1話の冒頭、赤ちゃん誘拐犯（実はアンドロイド）がタンクローリー車を強奪、逃走する場面で登場。強奪した車両で神奈川県警のパトカーを破壊している。
- 特捜エクシードラフト（1992年） - 第2話と第36話で登場。
- 五星戦隊ダイレンジャー（1993年） - 第1話と第2話で登場。
- レーシングラグーン（1999年） - スクウェアソフト（現：スクウェア・エニックス）のレーシングRPG。劇中に登場する架空のチューニング「Diablo-Tune」の拠点として登場。
- Everything（2000年） - MISIAの7枚目のシングル。当地でMVのロケが行われた。映像では雪が振り積もっている場面があるが、撮影時に大量の塩を敷き詰めて雪に見せていた。
- Your song（2000年） - EARTHの2枚目のシングル。当地でMVを撮影。
- 僕の生きる道（2003年）
- 喰いタン（2006年）
- パパとムスメの7日間（2007年）- 第2話で登場。デートをする小梅[注 5]と健太、そして小梅を尾行する父・恭一郎[注 5]が倉庫付近を来訪。
- 大決戦!超ウルトラ8兄弟（2008年） - 劇中でキングゲスラに破壊され、ウルトラマンメビウスとの決戦場となった。
- ジョーカー 許されざる捜査官（2010年） - 第1話の回想で2度登場（被害者の子供が倉庫前で襲われる場面）。宮城あすかが伊達一義に事件の目撃情報を伝える場面と、終盤で伊達が犯人を追い詰める場面で回想シーンが映る。
- 名探偵コナン 江戸川コナン失踪事件 〜史上最悪の2日間〜（2014年） - 仮面ヤイバー展の会場として登場。
- 逃げるは恥だが役に立つ（2016年） - 第10話で津崎平匡が走る場面の背後に登場。
- 快盗戦隊ルパンレンジャーVS警察戦隊パトレンジャー en film（2018年） - 終盤でパトレンジャーの3人が映るカットで登場。
- ガンダムビルドダイバーズRe:RISE（2019年） - 倉庫横にエールストライクガンダムの実物大立像が設置されている。
- 私の家政夫ナギサさん（2020年） - 第2話で相原メイと母親の美登里が来訪。
- #リモラブ〜普通の恋は邪道〜（2020年） - 第1話の一部シーンで登場。
- わんだふるぷりきゅあ!ざ・むーびー! ドキドキ♡ゲームの世界で大冒険!（2024年）- 終盤での敵キャラクターとの戦闘シーンで登場。